# Philippe Jullian
Philippe Jullian, nato con il cognome di Simounet (Bordeaux, 11 luglio 1919 – Parigi, 25 settembre 1977), è stato uno scrittore e illustratore francese.

## Biografia
Jullian nacque a Bordeaux nel 1919. Suo nonno materno fu lo storico Camille Jullian; sua madre sposò un certo Simounet, un veterano di guerra morto poi in povertà, il cui cognome Philippe rigettò in favore di quello noto del nonno.
Jullian studiò letteratura all'università; ma non concluse gli studi per dedicarsi al disegno e alla pittura. Negli ultimi anni, visse in Inghilterra ma trascorse i periodi invernali in Africa. Viaggiò molto anche in India e in Egitto.
Tra le sue prime opere note vi fu, nel 1945, l'etichetta disegnata per il vino Château Mouton Rothschild che celebrava la fine del nazismo e la pace.
Si distinse nella realizzazione di illustrazioni per libri. Illustrò sia suoi libri sia opere di Honoré de Balzac, Colette, Fëdor Dostoevskij, Ronald Firbank, Marcel Proust e Oscar Wilde. I suoi libri e articoli sull'Art Nouveau, sul Simbolismo e altri movimenti artistici del fin de siècle contribuirono a far rinascere l'interesse nei confronti di tali periodi; tra questi, la biografia Robert de Montesquiou (1965), Esthétes et Magiciens (1969), Les Symbolistes (1973) e Le Triomphe de l'Art nouveau (1974). 
Collezionista, pubblicò una autobiografia, La Brocante, in cui descrisse "l'amore per i piccoli oggetti", nel 1975.
Le opere di finzione di Jullian furono segnate da motivi decadenti e tendenti al sensuale e al macabro. Esplorò temi quali l'omoerotismo, il sadomasochismo, il travestitismo e la vita estetica. La sua passione per la satira è evidente sia in opere di narrativa come La Fuite en Egypte (1968) sia nelle sue opere di satira sociale, tra cui Dictionnaire du Snobisme e Les Collectioneurs, e in particolare nella collaborazione con lo scrittore britannico Angus Wilson in For Whom the Cloche Tolls: A Scrap-Book of the Twenties (1953), che anche illustrò.
Altri libri includono Montmartre (1977) e Les Orientalistes (1977), opere di storia dell'arte; e biografie di Edward VII (1962), Oscar Wilde (1967), Gabriele D'Annunzio (1971), Jean Lorrain (1974), Violet Trefusis (1976) e Sarah Bernhardt.
Il diario di Jullian, Journal, 1940-1950 (pubblicato nel 2009), documenta le sue esperienze e le sue reazioni durante l'occupazione tedesca della Francia.

### Morte
Negli anni '70 Jullian sperimentò una serie di tragedie personali: la morte dell'amica Violet Trefusis nel 1972; la distruzione di molti dei suoi beni, comprese le sue immagini, dopo che un incendio scoppiò nel suo appartamento. Nel settembre 1977 il compagno e domestico marocchino Hamoud, dal quale sempre più dipendeva, fu pugnalato a morte da uno sconosciuto. Cinque giorni dopo Jullian si suicidò impiccandosi.

## Opere tradotte in italiano
- Madame (titolo originale La fuite en Égypte), trad. di L. Caruso, Parma, Milano, Franco Maria Ricci editore, 1973
- Oscar Wilde,  trad. di Clara Lusignoli, Torino, Einaudi, 1972.
- D'Annunzio, Roma, Tattilo, 1974.
- Robert de Montesquiou, a cura di Marina Pisaturo, Palermo, Novecento, 1993.
- Dizionario dello snobismo, trad. di Anna Cuccu e Salaran Ghiorla, Roma, La Lepre, 2008.